# Pentaria pallida
Pentaria pallida är en skalbaggsart som först beskrevs av Liljeblad 1918.  Pentaria pallida ingår i släktet Pentaria och familjen ristbaggar. Inga underarter finns listade i Catalogue of Life.